# Kids with Guns (film)
Pour plus de détails, voir Fiche technique et Distribution.
Kids with Guns est un film français réalisé par Anthony James Faure sortie en 2017.

## Synopsis
Arno et Mo sont deux petits dealers qui galèrent en vendant du shit dans l'espoir d'accomplir leur rêve : partir au Mexique. Un jour, après une course poursuite avec la police, ils trouvent un sac rempli d'une drogue qu’ils ne connaissent pas encore, le MDMA. Ils décident de monter dans le XVIe arrondissement de Paris pour l'écouler auprès de la jeunesse dorée parisienne. Leur succès attire l'attention du véritable propriétaire du sac, un étudiant d’école de commerce aux yeux vairons qui a monté un trafic dans son quartier. Il décide de les faire travailler pour lui. Leur collaboration, en apparence fructueuse, va se retrouver minée par la vendetta personnelle de Ratjev, un inspecteur de police zélé.

## Fiche technique
- Titre : Kids with Guns[2],[3]
- Réalisation : Anthony James Faure
- Scénario : Antony Renault et Anthony James Faure
- Production : Anthony James Faure, Antony Renault et Florent Larriven
- Photographie : Florent Larriven
- Casting : Alice Bubbe
- Musique : Yannick Canton et Victor Gascon
- Montage : Anthony James Faure et Nicolas Lemoine
- Production : Les Films de l'Ours et La Mécanique
- Son : Philippe Henry et Joshua Heilbronner
- Costumes : Mariana Cruz
- Maquillage : Alexandrine Delarue
- Effets visuels : Daniel Techy
- Budget : 32 000 euros
- Pays d'origine :  France
- Langue : français
- Genre : thriller
- Durée : 87 minutes
- Date de sortie France : 2017

## Distribution
- Robin Betchen : Arno
- Andrew Tisba : Mo
- Cyril Durel : Le Vairon
- Eric Chantelauze : Ratjev
- Cyril Benoit : Nicolas
- Christelle Jacquaz : Laura
- Jennifer Rihouey : Émilie
- Pierre Timaitre : Pierre
- Marco Horanieh : Éric
- Matthieu Moerlen : Antoine
- Valentine Caille : Marie
- François Faure : De Grantaire
- Aurélia Poirier : Camille
- Ania Gauer : une jeune fille éméchée
- Antoine Desrosières : policier Antoine
- David Levadoux : policier David
- Franck Lamoure : commissaire Martignac
- Jean-Paul Bernard : Dubreuil
- Ronan Pecout : Ludovic
- Jacques Vincent : SDF#1
- Léonard Faure : SDF#2
- Mathilde Errard : Juliette
- Tristan Pecylak : policier #1
- Damien Minet : policier #2
- Arnaud Dumax : policier #3
- Franck Monnacelo : policier #4
- Shahriar Ziaee Ghomi : épicier
- Stefen Eynius : voyou #1
- Jonathan Melo : voyou #2
- Franck Lamoure : Martignac
- Clothilde Belloin : la Fille de Ratjev
- Christophe Perez : vigile
- Anthony Vuignier : Marc
- Nelle Procureur : étudiante ESSEC

## Tournage
Le tournage s'est déroulé en 2014 à Paris et en région parisienne .